# 職能訓練
職能訓練（しょくのうくんれん）とは、障害者が職業に就くために必要な訓練全般のことである。職能訓練は、準備訓練と職業訓練（技能講習）に分けられる。類似した用語として職業リハビリテーションは、職能訓練や就労支援を含む全体を表す意味で用いられる。